# El Mahmal
El Mahmal, également appelé Tazougart en chaoui, est une commune de la wilaya de Khenchela en Algérie.

## Administration
El Mahmal est rattachée à la daïra d'Ouled Rechache.